# Balance Board
La Balance Board è un attrezzo usato a scopo ricreativo, circense, come allenamento per l'equilibrio, la preparazione atletica, lo sviluppo del cervello, fisioterapico e per il rinforzo muscolare.
È una leva simile all'altalena, su cui solitamente sta in equilibrio l'utente, con i piedi all'estremità della tavola. Il corpo dell'utente deve stare abbastanza in equilibrio da permettere ai bordi della tavola di non toccare il suolo, evitando invece di cadere.
Una sfida diversa è presentata da ognuno dei 5 tipi di balance board e dei loro sottotipi; alcuni di esse possono essere usate con successo dai 3 anni fino agli anziani, ma altre, a causa della elevata velocità e pendenza, risultano difficoltose anche per atleti professionisti.
Quello che differenzia ognuno dei 5 tipi (e sottotipi) è l'instabilità creata dalla tavola, come e in quale delle tre dimensioni dello spazio la tavola può ruotare e ondeggiare e come sia vincolato il fulcro alla tavola o al suolo.

## Usi e Utenti
Prodotto originariamente per sciatori e surfisti, ai fini di migliorare le proprie abilità, fuori stagione e di notte, la balance board è un attrezzo utilizzato per l'allenamento di tutti gli sport, arti marziali, allenamento fisico e non.
È usata per migliorare l'equilibrio, la coordinazione motoria, la distribuzione del peso corporeo e il Core Strenght; preparare le persone (prima e dopo) al raggiungimento della vecchiaia, evitando cadute dannose, per prevenire lesioni sportive specialmente a caviglie e ginocchia e per la riabilitazione dopo lesioni a diverse parti del corpo.
Oltre gli utilizzi atletici della balance board, si è iniziato a usarla per espandere le reti neuronali, che permettono all'emisfero destro e sinistro di comunicare tra loro aumentando così l'efficienza; per sviluppare l'integrazione sensoriale e le capacità cognitive nei bambini con disturbi dello sviluppo; per rendere più leggeri/leggiadri i ballerini; per insegnare ai cantanti la postura ottimale per il controllo del flusso dell'aria; per insegnare ai musicisti a tenere il proprio strumento; per liberarsi dal blocco dello scrittore e altri inibitori della creatività; come accessorio per lo yoga e come forma di yoga.
Alcune persone usano la balance board con scopi ludici, godendosi la sfida che questo attrezzo porta.

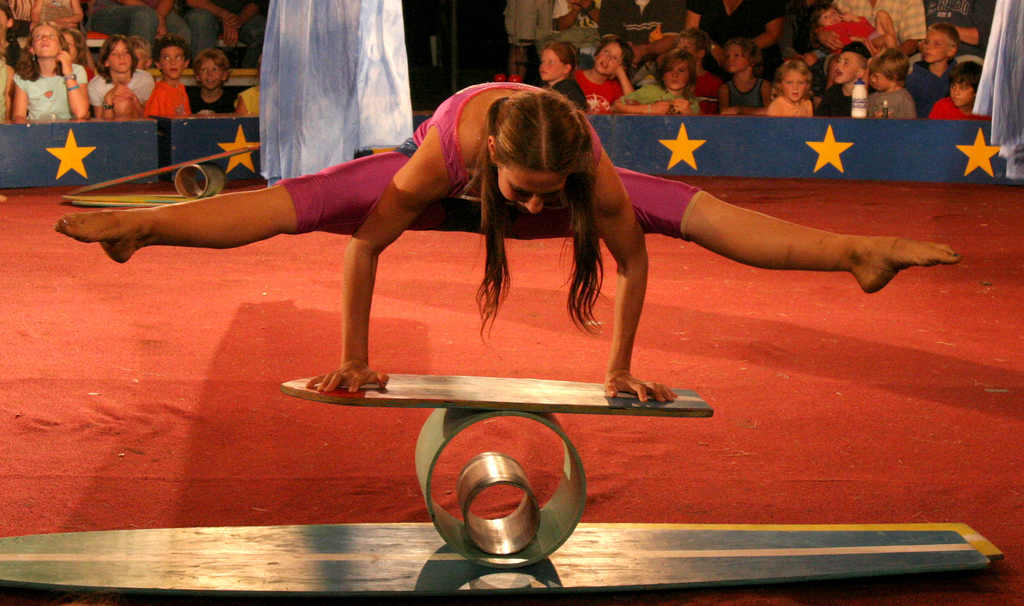
Rolla bolla

### Abilità Circensi
Per i circensi la balance board si chiama Rola-Bola. Numeri d'equilibrismo abili e teatrali usando la Rola-Bola sono eseguiti da atleti nel circo tradizionale, come da giocolieri o artisti indipendenti. Lo spettacolo può coinvolgere una singola Rola-bola o una pila di rulli, uno sopra l'altro per aumentare la difficoltà e l'impatto visivo. Alcuni circensi usano combinare la rola bola con altre abilità circensi (come la giocoleria) per presentare un diverso spettacolo visivo.

## Struttura
L'utente si trova sulla tavola o un'altra piattaforma posta sopra un oggetto mobile, il Fulcro. L'altezza del fulcro, ovvero la distanza tra la cima del fulcro e il suolo, di molti modelli varia tra i 7 e i 15 cm. A causa dell'instabilità del fulcro, tutte le abilità di equilibrio dell'utente devono essere attive e coordinate per evitare che la tavola tocchi terra.

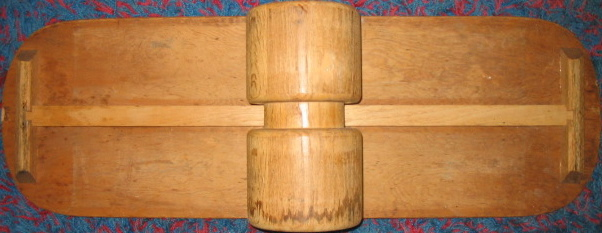
Il roller e la parte inferiore di una rocker-roller board

Il rider eseguendo gli esercizi insegna alle parti del corpo ad automatizzare il movimento e il bilanciamento (dita dei piedi, suole, caviglie, ginocchia, anche, spalle, braccia e collo) e le parti del corpo e del cervello che creano il senso dell'equilibrio (orecchio interno, cervelletto, propriocettori e occhio).
I gradi di movimento attraverso il quale la tavola può muoversi: scorrere, ruotare, girare, ribaltarsi, e ruotare o combinazioni di esse. La velocità della tavola è diversa dai tipi e sottotipi di modelli, dipende dalla forma e dimensione del fulcro, se è attaccato alla tavola, se non lo è, con quale metodo è vincolato alla tavola, se c'è.

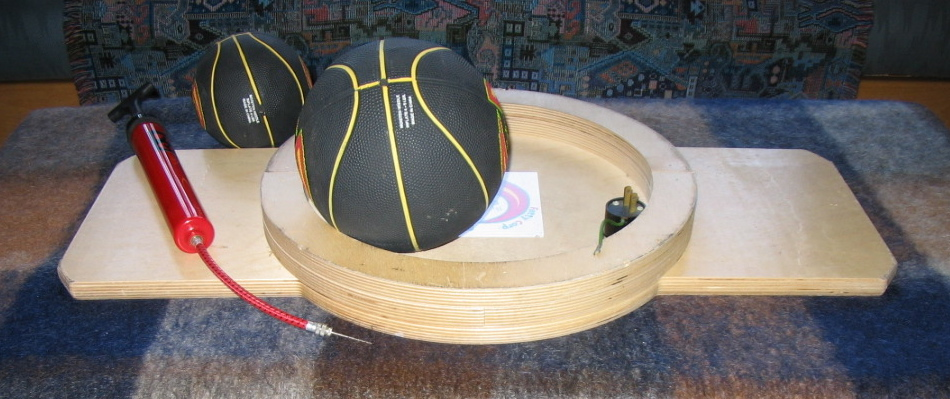
La parte inferiore di una sphere-and-ring board

Nella rocker board e nella wobble board il fulcro è attaccato alla tavola. Nella rocker-roller board e nella sphere and ring board il fulcro è separato. In quest'ultima il fulcro (una palla gonfiabile o rigida) è vincolata alla tavola da un anello nella parte inferiore della tavola. In alcune rocker-roller board il fulcro (un cilindro) non è vincolato alla tavola (eccetto il loro attrito) ed in molti rocker-roller il cilindro è vincolato alla tavola rispetto a una delle cinque vie (numero diverso di combinazioni per ogni tipo di tavola) come descritto nella sezione sotto riportata.
Posizioni diverse da quella eretta sono usate per lavorare su diversi distretti muscolari e competenze.
Per una migliore trazione dei piedi, il sopra della tavola è fabbricato con una texture ruvida: per la plastica, il disegno; per il legno strisce di grip (simile alla carta vetrata) o di gomma. Una superficie liscia sotto i piedi o le scarpe può causare all'atleta di scivolare dalla balance board e cadere.
La wobble board è l'unico tipo di balance che è solitamente fatto di plastica non essendo così largo non ha bisogno di essere forte e resistente come le altre tavole.

## Tipi/Modelli
Ci sono centinaia di modelli di balance board in commercio e ognuna di loro è una versione di uno dei circa 15 tipi di modelli esistenti. Ognuno di questi modelli può essere classificato come uno dei 5 tipi fondamentali di balance secondo due parametri: se il fulcro è attaccato alla tavola e se si inclina in sole due direzioni opposte (sinistra-destra, avanti-indietro) o se in ogni direzione (360°).

Più specificatamente: 
|               | Due direzioni | 360°            | L'obiettivo         |
| ------------- | ------------- | --------------- | ------------------- |
| Attaccato     | rocker        | wobble          | Equilibrio statico  |
| Non attaccato | rocker-roller | sphere-and-ring | Equilibrio dinamico |

In altre parole: 
- La rocker-roller board è una rocker board in cui il fulcro è un pezzo separato.
- La sphere and ring board è una wobble board in cui il fulcro è un pezzo separato
- La wobble board è una rocker board che può ruotare a 360°
- La sphere and ring board è una rocker roller board che può ruotare a 360°
- La springboard poggia su 4 molle che si comrimono individualmente.

### Rocker Board
La Rocker Board è la più semplice e meno stimolante tra le balance board. È una tavola piatta con un fulcro attaccato sotto la tavola. In alcuni modelli il fulcro è perpendicolare alla lunghezza ma in altri è ruotato di 90° (essendo così perpendicolare alla larghezza). La base di contatto del fulcro è curvo nella maggior parte dei casi, ma può anche essere piatto.
Con un piede su ognuna delle due estremità l'utente può inclinare la tavola da un lato all'altro per poi tentar di mantenerla fissa o di continuare a dondolare.
La Rocker board ha un solo grado di movimento: la rotazione attorno all'asse longitudinale (banking, inclinazione sinistra-destra). 
Molte rocker board sono fatte da produttori di giocattoli o attrezzatura da palestra.

### Rocker-roller boards
La Rocker-Roller Board aggiunge dei gradi di instabilità alla rocker board che la rende ancora più difficile da manovrare. Piuttosto che su un perno fisso, la rocker-roller è appoggiata su un rullo cilindrico; questo fulcro ruota e mi muove rispetto al suolo e rispetto alla tavola. Il centro di rotazione della tavola si sposta come il cilindro sotto di esso.
In quasi tutti i modelli la lunghezza del tubo è uguale alla profondità della tavola; l'asse del rullo è perpendicolare alla lunghezza della tavola. Così come il peso dell'atleta si muove sopra al rullo, anche la tavola si inclina da un lato o dall'altro e scivola lateralmente. Nei modelli dove si può disporre il tubo parallelo alla lunghezza della tavola, essa scivolerà e si inclinerà verso la parte anteriore/posteriore (se i piedi sono correttamente orientati).

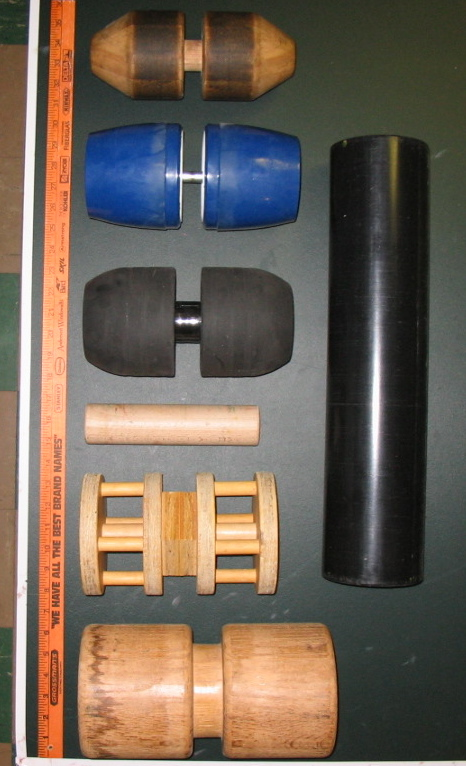
The rollers of seven rocker-roller boards

Il rullo ha una forma diversa a seconda del modello. Alcuni sono totalmente cilindrici, altri invece vanno ad assottigliarsi verso le due estremità (due tronchi di cono) permettendo così difficili trick. Ogni variante di forma del fulcro permette trick diversi o simulazione di sport sulla tavola. I rulli possono avere scanalature per ricevere una guida sulla tavola, che permette di mantenere allineato il tubo alla tavola, oppure possono aver dei guard rail all'estremità per evitare che il tubo rotoli fuori.
Il diametro delle rocker-roller board è di circa 9-16 cm a differenza della Rola Bola (usata dai circensi) circa 18-23 cm.

### Wobble Board
Il fulcro di quasi tutte le Wobble Board è una semisfera o una piccola calotta sferica (o a forma simile) in cui il lato piatto è attaccato nel centro della tavola nella parte inferiore; in questo modo la tavola può ruotare in tutte le direzioni: avanti-indietro, destra-sinistra e ovunque in mezzo (cioè 360°).
Usando la wobble board si allungano muscoli che non vengono usati sulle altre tavole che si inclinano in sole due direzioni (opposte). In quasi tutti i modelli, larghezza e lunghezza sono uguali, di norma la forma è circolare.
Le wobble board sono ampiamente usate nello sviluppo del bambino, in palestra, nell'allenamento sportivo, prevenzione degli infortuni (caviglia e ginocchio), riabilitazione dopo lesioni agli arti inferiori e nella fisioterapia.
Stare in piedi con entrambi i piedi è l'esercizio base, si inclina la tavola in qualunque direzione senza che il bordo tocchi il suolo. 
Altri esercizi molto comuni come gli squat, equilibri monopodalici, push-up e sit-up, dove il lavoro è più alto rispetto a quando vi è una superficie piana e stabile come il pavimento.
Ma la wobble board permette una rotazione completa intorno all'asse verticale(imbardata o torsione); rotazione attorno all'asse trasversale/laterale (beccheggio, inclinazione avanti-indietro); rotazione rispetto all'asse longitudinale (banking inclinazione sinistra-destra); un quarto e quinto grado di movimento è la traslazione (slittamento) sui 2 assi orizzontali, tranne nelle tavole dove vi è una base stazionaria.
Queste tavole sono solitamente fatte di plastica. I modelli in legno sono in grado di resistere maggiormente all'usura, quindi più resistenti. 

### Spere and Ring Board

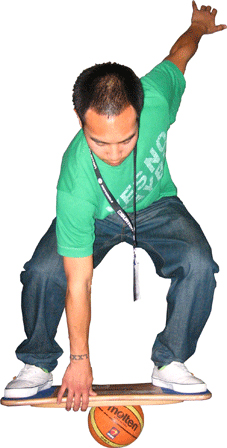
The fulcrum is an inflatable rubber ball.

Una sfera o una palla di gomma gonfiabile (palla da basket o poliuretano solido) è il fulcro su cui è bilanciata la tavola; la palla è contenuta sotto la tavola grazie ad un anello sul lato inferiore. 
Ridistribuendo il suo peso il rider può spostare la tavola in ogni direzione, avanti-indietro, torsione, rotazioni complete o combinazioni di questi movimenti.
Un atleta può anche spostar la tavola verticalmente con un difficile trick chiamato ollie (un salto con la tavola). Queste tavole offrono la massima libertà di movimento rispetto a qualunque altra; permette la rotazione su tutti gli assi (imbardata, pitching e banching) e traslazione sia trasversale che longitudinale.

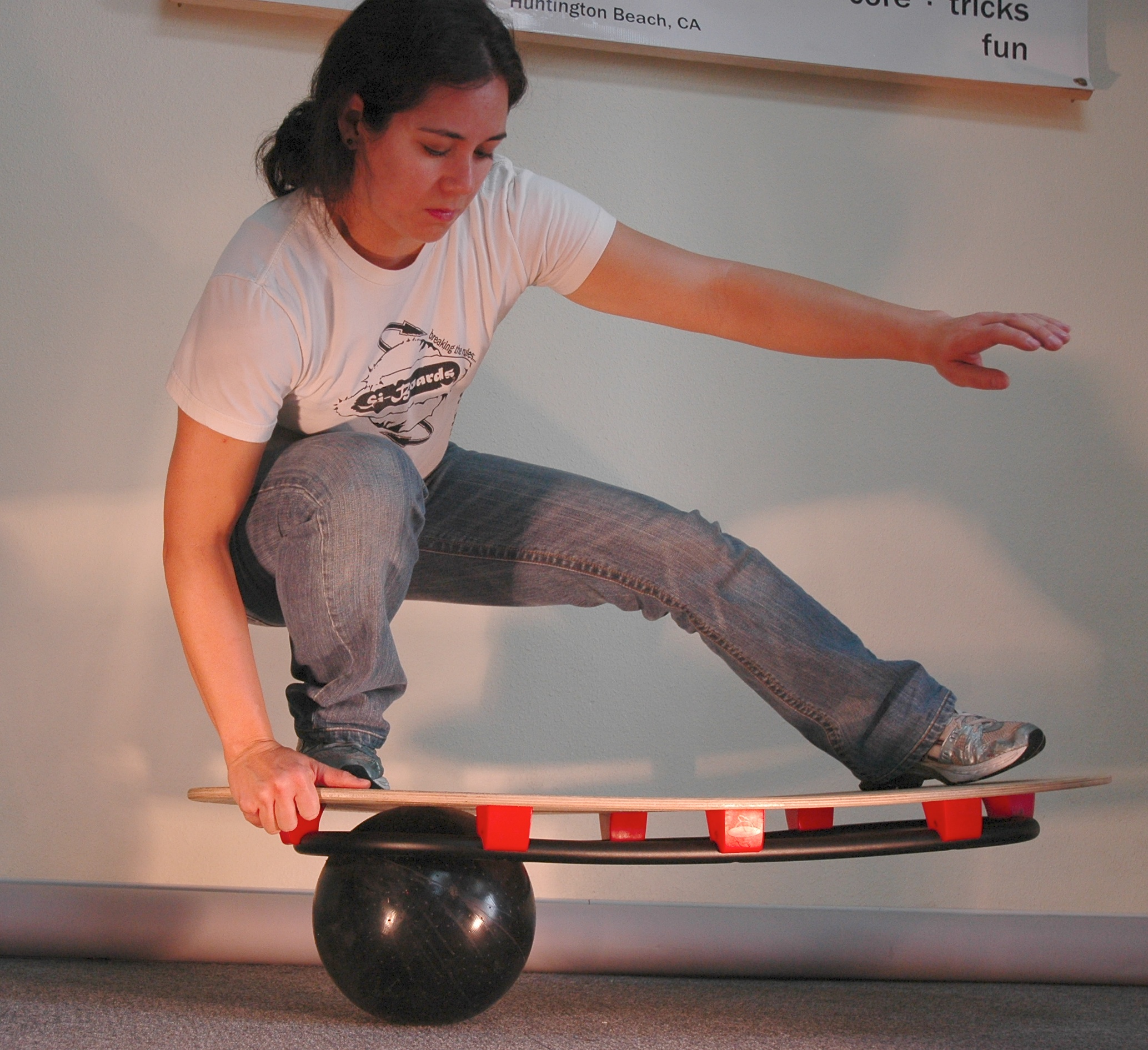
The fulcrum is a solid urethane ball.

L'andamento, la velocità e la difficoltà di controllo, cioè quanto velocemente un atleta può spostare la tavola sulla palla è determinato da:
Forma dell'anello e Dimensione
Anelli più grandi offrono più movimento al fulcro. Forme diverse dell'anello cambiano come potrebbe muoversi il fulcro.
Dimensioni/Peso/Rigidità della sfera
Questi influenzano la velocità con cui si muove il fulcro e quanta forza è necessaria per spostarlo
Forma e Dimensioni della tavola
Questi parametri possono modificare il modo in cui il peso è distribuito, modificando le quantità di forza necessaria per spostarlo.

### Springboard
Le Springboard sono state immesse nel mercato nel 2013. Il fulcro della tavola è composto da 4 molle situate tra la base e la piattaforma. Una volta che il rider è sopra, le molle si comprimono; il corpo dell'utente cerca poi la stabilità ma, a causa delle forze applicate alle molle, la tavola non si stabilizzerà.
Le 4 molle forniscono ulteriore supporto per una varietà di esercizi per il CORE, miglioramento dell'equilibrio, forza, agilità e postura.

### Tipi acquatici
Si tratta di balance posizionate sott'acqua. Sono utilizzate sia per la fisioterapia che come divertimento. Oltre ai vantaggi generali della terapia acquatica (la resistenza dell'acqua e il minor carico, evita al paziente danni articolari o sovraccarichi eccessivi su articolazioni lesionate) ha anche il vantaggio di preservare il paziente da cadute al suolo (dove potrebbe fratturarsi polsi, gomiti, bacino, ecc.).

Tra i modelli prodotti c'è una tavola a forma di V, sulla quale il paziente sta in piedi, in ginocchio o seduto. I buchi permettono all'acqua di riempirlo completamente rendendo neutro il galleggiamento (ne galleggiano, ne affondano) in modo che sia più sicuro e facile da controllare.

## Aspetti psicologici
L'uso corretto delle balance board è sia una prova di abilità fisica, sia del senso dell'equilibrio (sistema vestibolare).
Una sensazione spesso vissuta dagli atleti utilizzatori, è la sensazione di cadere. Oltre alla caduta in sé, la sensazione di cadere si verifica con le brusche accelerazioni causate dall'inclinazione tropo repentina. La paura può aumentare i timori e i riflessi involontari che, mentre è utile su una superficie stabile come il pavimento, può essere controproducente su una balance, come il lancio delle braccia avanti (per ripararci dalla caduta) o spostando il peso sulla gamba opposta per modificare l'andamento della tavola.

## Rischi di infortuni e prevenzione
La caduta da una balance board può rompere ossa, articolazioni, provocare distorsioni, strappi e danni alle cartilagini. 
questi rischi si riducono togliendo oggetti che si trovano in prossimità della tavola/utilizzatore e indossando vestiti protettivi.
L'equipaggiamento protettivo può essere importante per salvaguardare le articolazioni, la testa e il viso.
Particolare attenzione al casco che scegliamo, che non provochi danni al collo e che sia eccessivamente pesante così da sbilanciarci e rendere peggiore la caduta. 
Stare su una balance è pericoloso per chi è incline alle vertigini o a chi ha un equilibrio compromesso, ad esempio per essere troppo stanco, sotto l'effetto di alcool o droghe.